# Municipalités de la Vallée de la Kymi

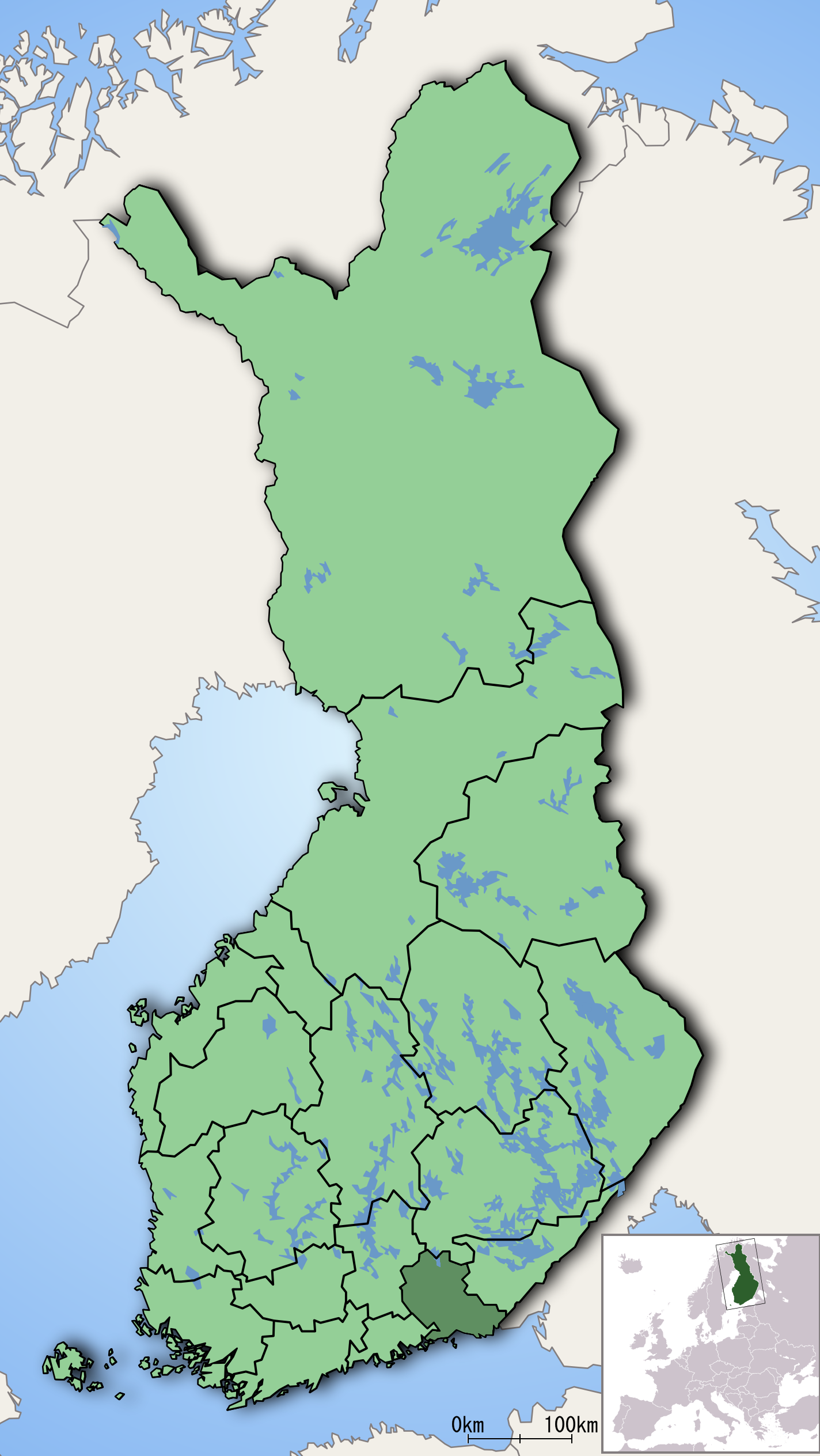
Localisation de la vallée de la Kymi en Finlande.

La vallée de la Kymi, région de Finlande, est subdivisée en 7 municipalités.

## Généralités
Les 7 municipalités sont regroupées en 2 sous-régions : La Vallée de la Kymi est composée de deux sous-régions: Kotka–Hamina et Kouvola.
Hamina, Kotka et Kouvola ont le statut de villes.
Du point de vue linguistique :
- Pyhtää est bilingue finnois/suédois, avec le finnois majoritaire ;
- les 6 autres municipalités sont unilingues finnois.

## Liste
| Municipalité | Sous-région  | Superficie (km²) | Terres (km²) | Eau (km²) | Population (2009) | Densité (hab./km²) |
| ------------ | ------------ | ---------------- | ------------ | --------- | ----------------- | ------------------ |
| Hamina       | Kotka–Hamina | +1 155,17        | +0609,5      | +0545,67  | +021 573,         | +0035,39           |
| Iitti        | Kouvola      | +0685,1          | +0587,84     | +0097,26  | +007 084,         | +0012,5            |
| Kotka        | Kotka–Hamina | +0949,75         | +0271,3      | +0678,45  | +054 781,         | +0201,92           |
| Kouvola      | Kouvola      | +2 885,32        | +2 560,6     | +0325,26  | +088 396,         | +0034,53           |
| Miehikkälä   | Kotka–Hamina | +0440,37         | +0422,18     | +0018,19  | +002 301,         | +0005,45           |
| Pyhtää       | Kotka–Hamina | +0743,26         | +0289,57     | +0453,69  | +005 140,         | +0017,75           |
| Virolahti    | Kotka–Hamina | +0558,94         | +0371,96     | +0186,98  | +003 553,         | +0009,55           |